# Hobart International 2019
42°52′24″ пд. ш. 147°19′47″ сх. д. / 42.87333° пд. ш. 147.32972° сх. д.
Hobart International 2019 — жіночий тенісний турнір, що проходив на відкритих кортах з твердим покриттям Міжнародного тенісного центру Гобарта в Гобарті (Австралія). Це був 26-й за ліком Hobart International. Належав до категорії International в рамках Туру WTA 2019. Тривав 7 до 12 січня 2019 року.

## Очки і призові

### Нарахування очок
| Дисципліна1      | П   | Ф   | ПФ  | ЧФ | 1/8 | 1/16 | Q   | Q2  | Q1  |
| Одиночний розряд | 280 | 180 | 110 | 60 | 30  | 1    | 18  | 12  | 1   |
| Парний розряд    | 280 | 180 | 110 | 60 | 1   | Н/Д  | Н/Д | Н/Д | Н/Д |

### Призові гроші
| Дисципліна       | П       | Ф       | ПФ      | ЧФ     | 1/8    | 1/162  | Q   | Q2     | Q1   |
| Одиночний розряд | $43,000 | $21,400 | $11,500 | $6,175 | $3,400 | $2,100 | Н/Д | $1,020 | $600 |
| Парний розряд *  | $12,300 | $6,400  | $3,435  | $1,820 | $960   | Н/Д    | Н/Д | Н/Д    | Н/Д  |

1 Очки йдуть в рейтинг WTA.

2 Кваліфаєри отримують і призові гроші 1/16 фіналу

* на пару

## Учасниці основної сітки в одиночному розряді

### Сіяні учасниці
| Країна  | Гравчиня               | Рейтинг1 | Сіяна |
| ------- | ---------------------- | -------- | ----- |
| Франція | Каролін Гарсія         | 19       | 1     |
| Румунія | Міхаела Бузернеску     | 24       | 2     |
| КНР     | Ч Шуай                 | 40       | 3     |
| Греція  | Марія Саккарі          | 41       | 4     |
| Росія   | Анастасія Павлюченкова | 42       | 5     |
| Франція | Алізе Корне            | 45       | 6     |
| Бельгія | Кірстен Фліпкенс       | 47       | 7     |
| Бельгія | Алісон ван Ейтванк     | 49       | 8     |

- 1 Рейтинг подано станом на 31 грудня 2018.

### Інші учасниці
Нижче наведено учасниць, які отримали вайлдкард на участь в основній сітці:
- Каролін Гарсія
- Зо Гайвес
- Еллен Перес

Нижче наведено гравчинь, які пробились в основну сітку через стадію кваліфікації:
- Елісон Бай
- Анна Блінкова
- Магда Лінетт
- Грет Міннен
- Лаура Зігемунд
- Гезер Вотсон

Такі тенісистки потрапили в основну сітку як Щасливі лузери:
- Медісон Бренгл
- Катерина Козлова

### Відмовились від участі
До початку турніру
- Ежені Бушар → її замінила  Анна Кароліна Шмідлова
- Ребекка Петерсон → її замінила  Ана Богдан
- Алісон Ріск → її замінила  Медісон Бренгл
- Магдалена Рибарикова → її замінила  Євгенія Родіна
- Ван Яфань → її замінила  Катерина Козлова

## Учасниці в парному розряді

### Сіяні
| Країна            | Гравчиня           | Країна            | Гравчиня           | Рейтинг1 | Сіяна |
| ----------------- | ------------------ | ----------------- | ------------------ | -------- | ----- |
| Китайський Тайбей | Чжань Хаоцін       | Китайський Тайбей | Латіша Чжань       | 45       | 1     |
| Румунія           | Ірина-Камелія Бегу | Румунія           | Міхаела Бузернеску | 48       | 2     |
| Румунія           | Моніка Нікулеску   | КНР               | Ян Чжаосюань       | 73       | 3     |
| Бельгія           | Кірстен Фліпкенс   | Швеція            | Юганна Ларссон     | 74       | 4     |

- 1 Рейтинг подано станом на 31 грудня 2018

### Інші учасниці
Нижче наведено пари, які отримали вайлдкард на участь в основній сітці:
- Елісон Бай /  Annerly Poulos
- Зо Гайвес /  Еллен Перес

### Знялись з турніру
Під час турніру
- Даліла Якупович (вірусне захворювання)

## Переможниці та фіналістки

### Одиночний розряд
- Софія Кенін —  Анна Кароліна Шмідлова, 6–3, 6–0

### Парний розряд
- Чжань Хаоцін /  Латіша Чжань —  Кірстен Фліпкенс /  Юганна Ларссон, 6–3, 3–6, [10–6]